# Indian Railways

Carte du réseau ferroviaire indien et temps de parcours entre les principales gares.

Indian Railways ou IR (hindi : भारतीय रेल (Bhāratiya Rail), « chemins de fer indiens ») est l'entreprise publique qui exploite le réseau ferroviaire d'Inde. Elle est sous la surveillance du ministère des Chemins de fer du gouvernement central.
Les Indian Railways ont été créés en 1951 par la nationalisation et le regroupement des différentes compagnies existantes jusque-là.

## Histoire
En 1844, le gouverneur général des Indes Henry Hardinge autorise des entrepreneurs privés à construire un réseau ferroviaire en Inde. Deux nouvelles entreprises sont créées et la Compagnie des Indes Orientales fut chargée de les aider. L'intérêt de beaucoup d'investisseurs britanniques entraîne la rapide construction d'un réseau en l'espace de quelques années. Le 16 avril 1853, le premier train de voyageurs entre Bombay et Thana (soit 34 km) est inauguré, signalant officiellement la naissance du chemin de fer en Inde.
En 1908, la première locomotive électrique fait son apparition. Après la Première Guerre mondiale le réseau est dans un piteux état et le gouvernement en prend le contrôle. La Seconde Guerre mondiale endommage sérieusement le réseau, les trains étant détournés vers le Moyen-Orient et les ateliers transformés en usines de munitions. Au moment de l'indépendance et de la partition des Indes en 1947, une grande partie du réseau passe sous le contrôle du Pakistan. Un total de 42 réseaux séparés, y compris 32 lignes propriétés des anciens États princiers, sont réunis au sein d'un unique ensemble baptisé « Indian Railways » (Chemins de fer indiens). Les anciens réseaux sont abandonnés au profit de six zones en 1951. 
En 1985, la dernière locomotive à vapeur disparait au profit du diesel et de l'électrique. Le système de réservation est informatisé à partir de 1995.
Le gouvernement de Narendra Modi prévoit en 2021 la privatisation d'Indian Railways.

## Organisation
Le réseau des Indian Railways est divisé en zones. Il y avait six zones en 1952, 18 aujourd'hui.
| N:  | Nom                     | Abbr. | Création      | Voies (km) | Siège         | Divisions                                                     |
| --- | ----------------------- | ----- | ------------- | ---------- | ------------- | ------------------------------------------------------------- |
| 1.  | Central (en)            | CR    | 5 nov. 1951   | 3905       | Bombay        | Bombay, Bhusawal, Pune, Solapur, Nagpur                       |
| 2.  | East Central (en)       | ECR   | 1er oct. 2002 | 3628       | Hajipur       | Danapur, Dhanbad, Mughalsarai, Samastipur, Sonepur            |
| 3.  | East Coast (en)         | ECoR  | 1er avr. 2003 | 2572       | Bhubaneswar   | Khurda Road, Sambalpur, Waltair,                              |
| 4.  | Eastern (en)            | ER    | avril 1952    | 2414       | Calcutta      | Howrah, Sealdah, Asansol, Malda                               |
| 5.  | North Central (en)      | NCR   | 1er avr. 2003 | 3151       | Allahabad     | Allahabad, Agra, Jhansi                                       |
| 6.  | North Eastern (en)      | NER   | 1952          | 3667       | Gorakhpur     | Izzatnagar, Lucknow, Varanasi                                 |
| 7.  | North Wester (en)       | NWR   | 1er oct. 2002 | 5459       | Jaipur        | Jaipur, Ajmer, Bikaner, Jodhpur                               |
| 8.  | Northeast Frontier (en) | NFR   | 15 janv. 1958 | 3907       | Guwahati      | Alipurduar, Katihar, Rangia, Lumding, Tinsukia                |
| 9.  | Northern (en)           | NR    | 14 avr. 1952  | 6968       | Delhi         | Delhi, Ambala, Firozpur, Lucknow, Moradabad                   |
| 10. | South Central (en)      | SCR   | 2 oct. 1966   | 5803       | Secunderabad  | Secunderabad, Hyderabad, Guntakal, Guntur, Nanded, Vijayawada |
| 11. | South East Central (en) | SECR  | 1er avr. 2003 | 2447       | Bilaspur      | Bilaspur, Raipur, Nagpur                                      |
| 12. | South Eastern (en)      | SER   | 1955          | 2631       | Calcutta      | Adra, Chakradharpur, Kharagpur, Ranchi                        |
| 13. | South Western (en)      | SWR   | 1er avr. 2003 | 3177       | Hubli         | Hubli, Bangalore, Mysore                                      |
| 14. | Southern (en)           | SR    | 14 avr. 1951  | 5098       | Chennai       | Chennai, Trichy, Madurai, Salem, Palakkad, Thiruvananthapuram |
| 15. | West Central (en)       | WCR   | 1er avr. 2003 | 2965       | Jabalpur      | Jabalpur, Bhopal, Kota                                        |
| 16. | Western (en)            | WR    | 5 nov. 1951   | 6182       | Bombay        | Bombay, Ratlam, Ahmedabad, Rajkot, Bhavnagar, Vadodara        |
| 17. | Métro de Calcutta       | MR    | 30 déc. 2010  | 25.55      | Calcutta      | -                                                             |
| 18. | South Coast (en)        | SCoR  | 2019          | 3496       | Visakhapatnam | Waltair, Vijayawada, Guntur, Guntakal                         |

## Caractéristiques
Les chemins de fer indiens possèdent l'un des plus importants réseaux du monde avec 126 366 kilomètres en longueur totale de voies et 67 956 km en longueur totale de lignes en 2022 (dont 25 000 km soit 34 % sont électrifiés au 31 mars 2014) et 7 500 gares. Les Indian Railways transportent chaque année 8,4 milliards de passagers soit plus de 23 millions par jour et 2,9 millions de tonnes de fret par jour. Ils sont le premier employeur de l'économie indienne et possèdent [Quand ?] 229 381 wagons de fret, 59 713 voitures de passagers et 9 213 locomotives.
Le réseau utilise quatre catégories d'écartement de voie : la voie large de 1676 mm ou voie indienne, la voie métrique de 1 000 mm, et deux voies étroites l'une de 762 mm et l'autre de 610 mm.
La voie large occupe 56 000 km soit 86 % du réseau lignes, la voie métrique occupe 7 000 km soit ~ 11 % du réseau lignes, les voies étroites occupent 2 000 km soit 3 % du réseau lignes. La voie normale de 1435 mm est absente du réseau indien.
Le réseau indien est l'un des plus importants réseaux ferrés du monde tant par l'étendue que par son activité. Il transporte chaque année 8,4 milliards de voyageurs et plus de 1 milliard de tonnes de marchandises (1141,1 millions en 2021-2022) sur 126 366 kilomètres de voies ferrées. 
Les chemins de fer indiens sont le premier employeur civil du monde avec au début du XXIe siècle un effectif de plus de 1,6 million de salariés permanents et en 2018 environ 1,3 million de salariés, et plus de 40 000 d'entre eux atteignent chaque année l'âge de la retraite. En avril 2018, pour 90 000 emplois à pourvoir pour des emplois techniques, la compagnie a reçu plus de 28 millions de candidatures.
Les chemins de fer indiens sont directement rattachés au ministère des Chemins de fer.